# Коропчени (Јаши)
Коропчени (рум. Coropceni) насеље је у Румунији у округу Јаши у општини Чортешти. Oпштина се налази на надморској висини од 248 m.

## Становништво
Према подацима из 2002. године у насељу је живело 1161 становника, од којих су сви румунске националности.